# Feliniopsis dinawa
Feliniopsis dinawa là một loài bướm đêm trong họ Noctuidae.